# 伊曼扎德·哈利勒帕夏
伊曼扎德·哈利勒帕夏，或称奥斯曼哲克勒·伊曼扎德·哈利勒帕夏，是奥斯曼帝国的一位政治家。1406年至1413年间，他曾担任奥斯曼帝国大维齐尔。
他的儿子科贾·穆罕默德·尼扎米丁帕夏也曾担任大维齐尔。